# St-Irénée (Lyon)

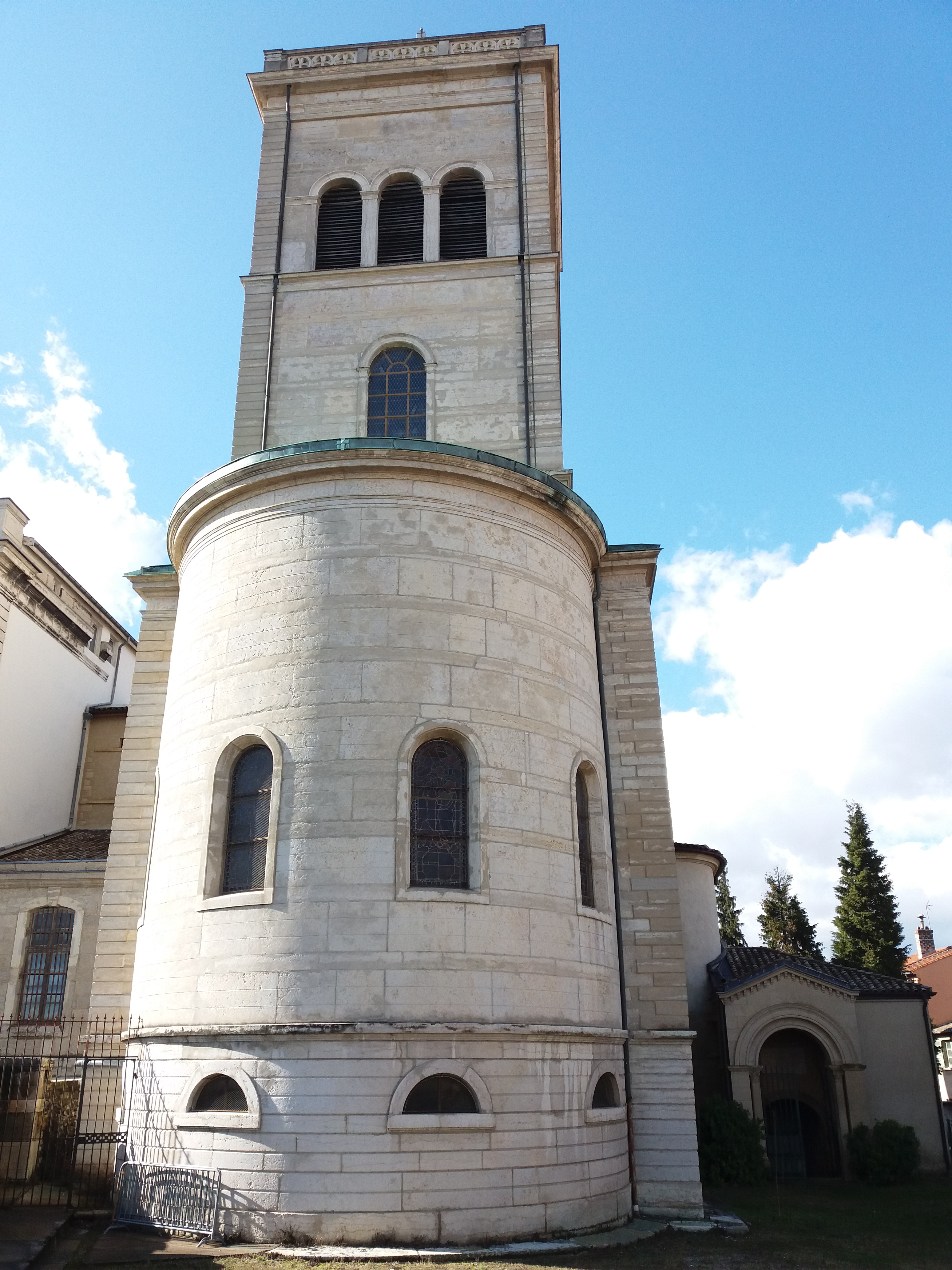
St-Irénée (Lyon)

Die Kirche St-Irénée ist eine römisch-katholische Kirche im 5. Arrondissement von Lyon. Die Kirche wurde 1862 als Monument historique klassifiziert.

## Lage und Patrozinium
Die Kirche steht im Zentrum des nach ihr benannten Viertels Saint-Irénée auf dem Hügel westlich der Saône, dem ältesten Siedlungsgebiet Lyons. Kirchenpatron der Pfarrkirche der Pfarrei St-Irénée und St-Juste ist der heilige Kirchenlehrer Irenäus von Lyon.

## Geschichte

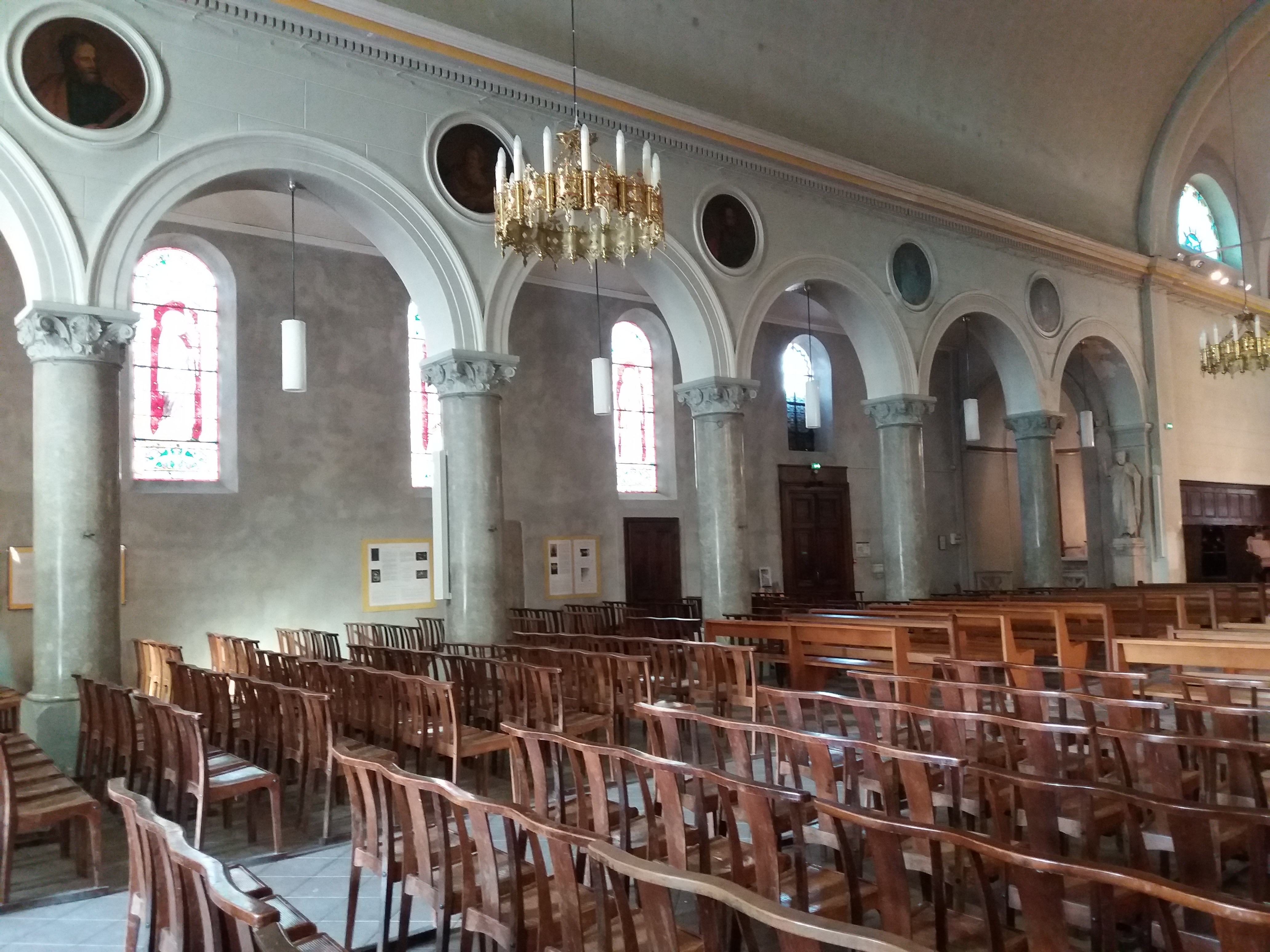
St-Irénée (Lyon)

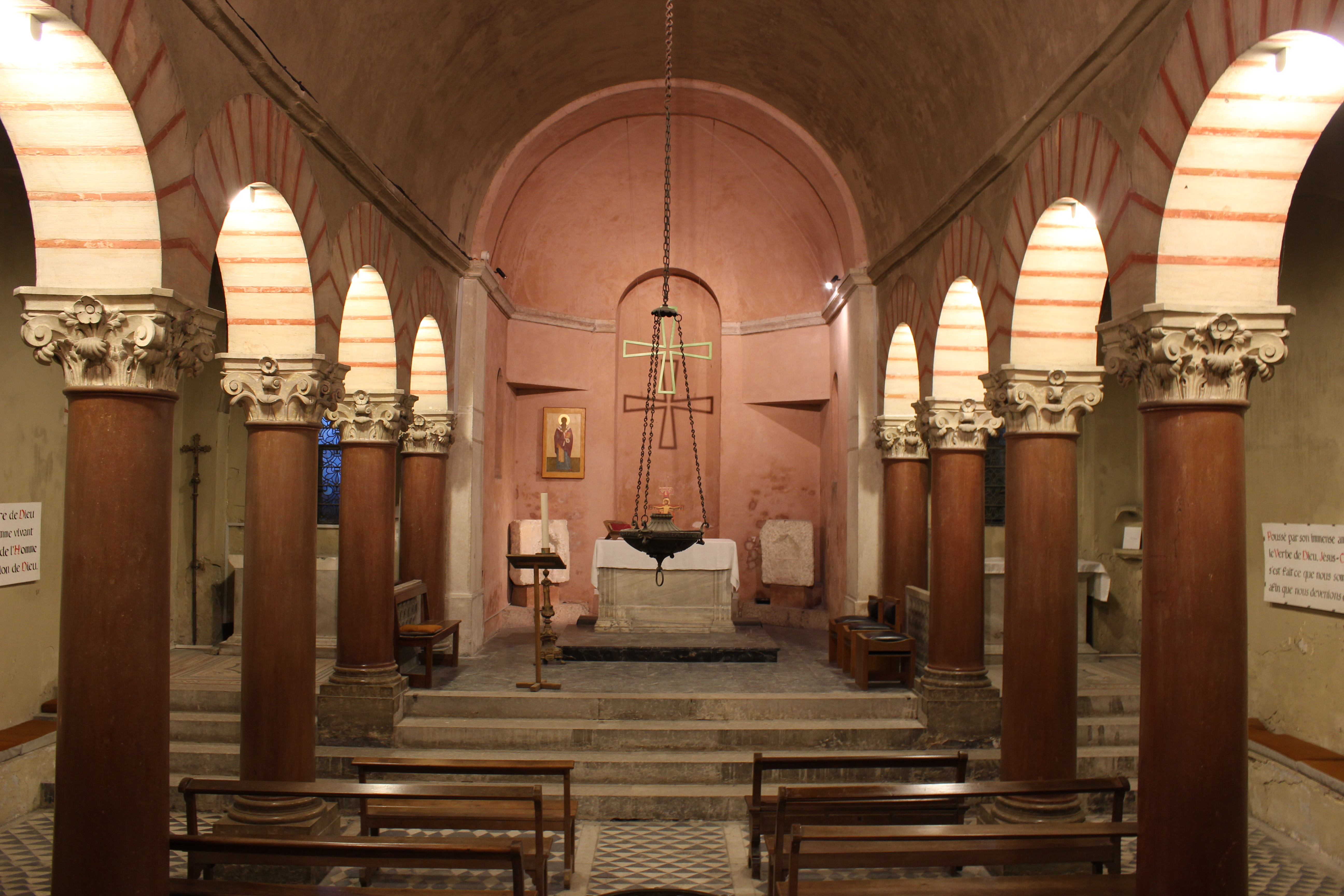
St-Irénée (Lyon), Krypta

Durch Gregor von Tours ist überliefert, dass im sechsten Jahrhundert an der Stelle der heutigen Kirche eine Johannes-Basilika stand mit den Reliquien von Irenäus, dem zweiten Bischof von Lyon (nach Polykarp von Smyrna), und der Märtyrer Epipodius und Alexander. Diese Kirche wurde im Mittelalter ausgebaut (namentlich mit einer dreischiffigen Krypta) und um 1250 von Papst Innozenz IV. zu Ehren des Irenäus geweiht. 1562 wurde sie von den Hugenotten zerstört, die Reliquien wurden zerstreut. 1584 wurde die Kirche wieder aufgebaut, im 17. Jahrhundert auch die Krypta. Das heutige Aussehen der Kirche geht auf das 19. Jahrhundert zurück, Schiff und Chor wurden 1824 bis 1828, die Krypta 1863 von Tony Desjardins (1814–1882) wiederhergestellt. Über dem Chorraum wurde ein Chorturm errichtet, dem im Osten eine Halbkreisapsis angefügt ist.

## Ausstattung
Die Kirche verfügt über Fenster der Künstler Laurent-Charles Maréchal (1801–1887) und Lucien Bégule (1848–1935), über ein Gemälde von Paul Borel (1828–1913) sowie über Skulpturen von Jean-François Legendre-Héral (1796–1851), Paul-Émile Millefaut (1847–1907) und Pierre Vermare (1835–1906). Die Callinet-Orgel stammt von 1855. Zum Baukomplex gehört ein Kalvarienberg von Joseph-Hugues Fabisch. Im Hof neben der Kirche liegen Sarkophage aus römischer Zeit.